# Janez Primic
Janez Nepomuk Primic (* 1785 in Zalog bei Ljubljana (Slowenien); † 1823) war ein slowenischer Dichter und Aufklärer. Er war der Inhaber der weltweit ersten Lehrkanzel für Slowenisch, die 1811 in Graz (Österreich) am Grazer Lyzeum errichtet wurde.
Primic besuchte das Laibacher Gymnasium und war dort Schüler des slowenischen Aufklärers Valentin Vodnik, durch den er in Kontakt mit den aufklärerischen Kreisen rund Jernej Kopitar und Sigmund Zois kam. Ab 1807 studierte Primic an der juristischen Fakultät der Universität Graz. Mit einigen slowenischen Mitstudenten gründete er 1810 die Societas slovenica, eine Gesellschaft zur Förderung der slowenischen Sprache, die die Errichtung einer slowenischen Lehrkanzel zum Ziel hatte. Primic, der ein begeisterter Katholik war, begründete die Notwendigkeit der Lehrkanzel damit, den vielen slowenischsprachigen Einwohnern der Steiermark durch die Ausbildung von slowenischen Priestern den Glauben näher bringen zu können. Die Lehrkanzel wurde 1811 eingerichtet und er begann seinen Unterricht im April 1812 mit 60 Schülern. Primic unterrichtete jedoch nur drei Semester, bevor er im Jahr 1813 dem Wahnsinn verfiel. Zum Gedenken wurde am 12. Oktober 2001 eine zweisprachige Gedenktafel an der Alten Grazer Universität enthüllt.